# Thể dục dụng cụ tại Đại hội Thể thao Đông Nam Á 2011
Thể dục dụng cụ tại Đại hội Thể thao Đông Nam Á năm 2011 diễn ra từ ngày 12 đến 21 tháng 11 năm 2011 tại các địa điểm như Ranau Gymnastic Hall và Dempo Hall, tại Palembang, Indonesia, với ba phân môn chính: thể dục nghệ thuật (nam–nữ), thể dục dụng cụ (nữ) và thể dục aerobic (đồng đội nam nữ).
Đoàn thể thao Việt Nam giành được 12 trên tổng số 22 huy chương vàng được trao cho môn thể dục dụng cụ, xếp thứ nhất toàn đoàn

## Tóm tắt kết quả

### Nghệ thuật
Nam
| Nội dung           | Vàng | Vàng    | Bạc | Bạc     | Đồng | Đồng    |
| ------------------ | --- | ------- | --- | ------- | --- | ------- |
| Toàn năng đồng đội | Việt Nam · Trương Minh Sang · Nguyễn Hà Thanh · Phạm Phước Hưng · Nguyễn Tuấn Đạt · Hoàng Cường · Đặng Nam | 339.250 | Thái Lan · Suriyen Chanduang · Kittipong Yudee · Weena Chokpaoumpai · Thitipong Sukdee · Woranad Kaewpanya · Rartchawat Kaewpanya | 335.150 | Indonesia · Muhammad Try Saputra · Audi Ashari Arif · Endriadi · Ronny Sabputra · Agus Adi Prayoko · Ferrous One Willyodac | 329.700 |
| Toàn năng cá nhân  | Rartchawat Kaewpanya · Thái Lan                                                                            | 87.400  | Phạm Phước Hưng · Việt Nam | 85.500  | Hoàng Cường · Việt Nam | 84.550  |
| Thể dục tự do      | Hoàng Cường · Việt Nam                                                                                     | 14.675  | shared gold | N/A     | Ferrous One Willyodac · Indonesia                                                                                          | 14.650  |
| Thể dục tự do      | Rartchawat Kaewpanya · Thái Lan                                                                            | 14.675  | shared gold | N/A     | Ferrous One Willyodac · Indonesia                                                                                          | 14.650  |
| Xà đơn             | Muhammad Try Saputra · Indonesia                                                                           | 14.200  | shared gold | N/A     | Ferrous One Willyodac · Indonesia                                                                                          | 13.775  |
| Xà đơn             | Phạm Phước Hưng · Việt Nam                                                                                 | 14.200  | shared gold | N/A     | Ferrous One Willyodac · Indonesia                                                                                          | 13.775  |
| Xà kép             | Nguyễn Hà Thanh · Việt Nam                                                                                 | 15.500  | Phạm Phước Hưng · Việt Nam | 15.375  | Rartchawat Kaewpanya · Thái Lan                                                                                            | 14.450  |
| Ngựa tay quay      | Rartchawat Kaewpanya · Thái Lan                                                                            | 14.825  | Gabriel Gan Zi Jie · Singapore | 14.350  | Trương Minh Sang · Việt Nam                                                                                                | 14.100  |
| Vòng treo          | Đặng Nam · Việt Nam                                                                                        | 15.050  | Phạm Phước Hưng · Việt Nam | 14.975  | Endriadi · Indonesia | 14.250  |
| Nhảy chống         | Nguyễn Tuấn Đạt · Việt Nam                                                                                 | 15.925  | Ronny Sabputra · Indonesia | 15.915  | Nguyễn Hà Thanh · Việt Nam                                                                                                 | 15.775  |

Nữ
| Nội dung           | Vàng | Vàng    | Bạc                                                                                                 | Bạc     | Đồng | Đồng    |
| ------------------ | --- | ------- | --------------------------------------------------------------------------------------------------- | ------- | --- | ------- |
| Toàn năng đồng đội | Singapore · Foo En Ning · Rachel Giam Pei Shi · Krystal Khoo Oon Hui · Nur Atikah Nabilah · Joey Tam Jing Ying · Lim Heem Wei | 189.002 | Thái Lan · Lapas Narongnu · Romteera Amod · Mananchaya Senklang · Ajaree Tansub · Rawiwarn Muktanod | 183.401 | Indonesia · Marissa Deli · Nefy Nurbaeti · Iim Imaroh Fachrudin · Dewi Prahara · Dewi Mustika Marni · Beby Pelany Pravity | 182.703 |
| Toàn năng cá nhân  | Phan Thị Hà Thanh · Việt Nam                                                                                                  | 53.217  | Đỗ Thị Ngân Thương · Việt Nam                                                                       | 49.700  | Lim Heem Wei · Singapore                                                                                                  | 49.484  |
| Cầu thăng bằng     | Đỗ Thị Ngân Thương · Việt Nam                                                                                                 | 12.300  | Nur Eli Ellina · Malaysia                                                                           | 12.075  | Phan Thị Hà Thanh · Việt Nam                                                                                              | 12.050  |
| Thể dục tự do      | Phan Thị Hà Thanh · Việt Nam                                                                                                  | 13.125  | Lim Heem Wei · Singapore                                                                            | 12.875  | Rawiwarn Muktanod · Thái Lan                                                                                              | 12.500  |
| Xà lệch            | Đỗ Thị Ngân Thương · Việt Nam                                                                                                 | 12.900  | Farah Ann Abdul Hadi · Malaysia                                                                     | 12.375  | Nefy Nurbaeti · Indonesia                                                                                                 | 12.175  |
| Nhảy chống         | Phan Thị Hà Thanh · Việt Nam                                                                                                  | 14.212  | Dewi Prahara · Indonesia                                                                            | 13.125  | Mananchaya Senklang · Thái Lan                                                                                            | 12.975  |

### Dụng cụ
Nữ
| Nội dung          | Vàng                                        | Vàng    | Bạc                                | Bạc    | Đồng                                        | Đồng   |
| ----------------- | ------------------------------------------- | ------- | ---------------------------------- | ------ | ------------------------------------------- | ------ |
| Toàn năng cá nhân | Tharatip Sridee · Thái Lan                  | 113.406 | Anyavarin Supateeralert · Thái Lan | 96.515 | Dinda Defriana · Indonesia                  | 93.532 |
| Vòng              | Tharatip Sridee · Thái Lan                  | 26.425  | Anyavarin Supateeralert · Thái Lan | 25.235 | Maria Victoria Alicia Recinto · Philippines | 25.105 |
| Bóng              | Maria Victoria Alicia Recinto · Philippines | 28.250  | Tharatip Sridee · Thái Lan         | 26.450 | Dinda Defriana · Indonesia                  | 26.320 |
| Lụa               | Maria Victoria Alicia Recinto · Philippines | 24.000  | Anyavarin Supateeralert · Thái Lan | 22.950 | Dinda Defriana · Indonesia                  | 21.350 |
| Chùy              | Maria Victoria Alicia Recinto · Philippines | 27.990  | Anyavarin Supateeralert · Thái Lan | 27.335 | Tharatip Sridee · Thái Lan                  | 27.300 |

### Aerobic
| Nội dung      | Vàng                                                          | Vàng   | Bạc                                                                      | Bạc    | Đồng                                                                  | Đồng   |
| ------------- | ------------------------------------------------------------- | ------ | ------------------------------------------------------------------------ | ------ | --------------------------------------------------------------------- | ------ |
| Aerobic nam   | Nattawut Pimpa · Thái Lan                                     | 20.300 | Vũ Bá Đông · Việt Nam                                                    | 20.250 | Phairach Thotkhamchai · Thái Lan                                      | 19.750 |
| Bộ ba hỗn hợp | Việt Nam · Nguyễn Thiện Phương · Vũ Bá Đông · Trần Thị Thu Hà | 20.792 | Thái Lan · Phairach Thotkhamchai · Nattawut Pimpa · Roypim Ngampeerapong | 20.584 | Indonesia · Faizal Amirullah · Lody Lontoh · Tyana Dewi Koesumawati · | 19.324 |

## Bảng huy chương
| Hạng               | Đoàn               | Vàng | Bạc | Đồng | Tổng số |
| ------------------ | ------------------ | ---- | --- | ---- | ------- |
| 1                  | Việt Nam           | 12   | 5   | 4    | 21      |
| 2                  | Thái Lan           | 5    | 8   | 5    | 18      |
| 3                  | Philippines        | 3    | 0   | 1    | 4       |
| 4                  | Indonesia          | 1    | 2   | 11   | 14      |
| 5                  | Singapore          | 1    | 2   | 1    | 4       |
| 6                  | Malaysia           | 0    | 2   | 0    | 2       |
| Tổng số (6 đơn vị) | Tổng số (6 đơn vị) | 22   | 19  | 22   | 63      |